# عزلة العمارية (الخبت المحويت)
عزلة العمارية (الخبت) هي إحدى عزل مديرية الخبت في محافظة المحويت اليمنية ويبلغ تعداد سكانها 2548 نسمة حسب التعداد السكاني في اليمن لعام 2004.